# Påvliga vetenskapsakademin

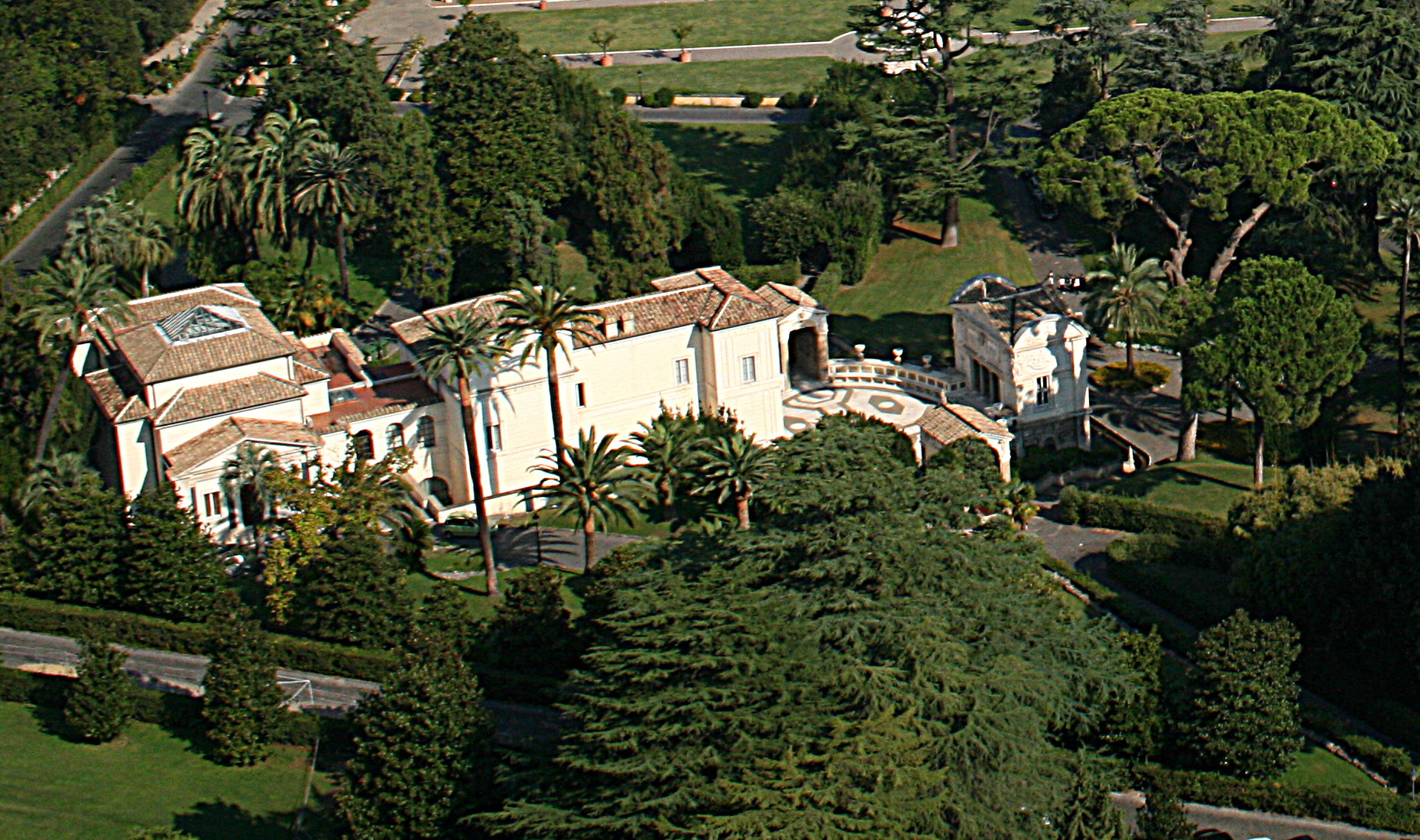
Påvliga vetenskapsakademin har sina lokaler i Casina Pio IV.

Påvliga vetenskapsakademin (latin: Pontificia Academia Scientiarum) är Vatikanens vetenskapsakademi, och grundades 1936 av påve Pius XI.
Beskyddare av påvliga vetenskapsakademin är regerande påve. Dess syfte är att främja framskridande av vetenskaperna matematik, fysik och naturvetenskaperna samt studier av relaterade epistemologiska problem. 
Akademin har sitt ursprung i Accademia Pontificia dei Nuovi Lincei  som grundades 1847, som i sin tur har en föregångare i Accademia dei Lincei som grundades 1603 i Rom av den lärde romerske fursten Federico Cesi (1585–1630), en ung botanist och naturvetare som utsåg Galileo Galilei till dess president. Accademia dei Lincei finns alltjämt, men som en fullständigt självständig institution.
Vetenskapsakademin är en av flera påvliga akademier i Vatikanen, och huserar i Casina Pio IV i Vatikanträdgårdarna. Bland akademins ledamöter återfinns och har återfunnits Ernest Rutherford, Max Planck, Otto Hahn, Niels Bohr, Charles Hard Townes, Stephen Hawking och Erna Möller.
I januari 2011 utsågs protestanten Werner Arber, Nobelpristagare i medicin 1978, som första icke-romerska katolik till ordförande för Påvliga vetenskapsakademin.

### Fotnoter
1. ↑  Anna Bieniaszewski Sandberg (19 januari 2011). ”Protestant ordförande för Vatikanens vetenskapsakademi” (på svenska). Dagen. http://www.dagen.se/protestant-ordforande-for-vatikanens-vetenskapsakademi-1.120559. Läst 7 oktober 2017.